# Guerra Gran
|  | Per la guerra civil uruguaiana, vegeu Guerra Gran (Uruguai) |

|  | No s'ha de confondre amb Gran Guerra. |

La Guerra Gran, també coneguda com la Guerra dels Pirineus, Guerra del Rosselló o la Guerra de la Convenció, un episodi de les Guerres de la Revolució Francesa, fou un conflicte bèl·lic en què s'enfrontaren el Regne d'Espanya i la República Francesa, entre el 1793 i el 1795.

## Antecedents
La Convenció Nacional va considerar que hi havia un clima adient a Catalunya i el País Basc, que havia esclatat amb els rebomboris del pa, que facilitarien l'objectiu d'eliminar els Borbons i alliberar Espanya del vell ordre, i que havien de trobar prou suport en aquestos territoris, de manera que el 7 de març de 1793, un cop ja havia trencat relacions amb les Províncies Unides i el Regne de la Gran Bretanya la Convenció va declarar la guerra a Espanya, i el dia 23 el govern de Manuel Godoy ho va fer recíprocament a la Convenció en resposta a l'execució de Lluís XVI de França, alhora que es decretava l'allistament voluntari.

## L'atac espanyol
Aprofitant que els exèrcits republicans combatien al nord i nord-est contra britànics, neerlandesos, austríacs i prussians, l'exèrcit espanyol, sota el comandament del general Antonio Ricardos va envair el Vallespir per Sant Llorenç de Cerdans, amb uns 25.000 homes i un centenar de peces d'artilleria, ocupant les ciutats poc defensades del Pertús i la vall del riu Tec (Arles i Ceret), després de derrotar l'exèrcit francès a la batalla de Ceret el 20 d'abril de 1793 i prendre el Fort dels Banys el 3 de juny.
La progressió cap a Perpinyà quedà interrompuda quan els espanyols foren aturats a prop de la ciutat, al Serrat d'en Vaquer i a la batalla del Mas del Comte el 17 de juliol, mentre que amb victòria a la batalla del coll de la Perxa, el general Dagobert aconsegueix donar un cert tomb a la guerra, i el 29 d'agost de 1793 conquereix Puigcerdà i immediatament quasi tota la Cerdanya. El 4 de setembre de 1793 venç de nou els espanyols a Montlluís, capturant 14 peces d'artilleria i desallotjant-los de Vilafranca de Conflent i a la batalla de Paretstortes, el 17 de setembre del 1793, de manera que els espanyols es retiraren a posicions més segures acampant a Pontellà, mentre es rebien 5.000 homes de reforç portuguesos. Mentrestant, els espanyols participaven en el Setge de Toló a partir de finals d'agost, amb un estol dirigit per l'almirall Juan de Lángara i tropes de terra procedents de Roses.

## El contraatac francès
En la batalla de Paretstortes del 17 de setembre de 1793 també els espanyols son detinguts Amb els reforços enviats pel comte d'Osuna i el Comte de La Unión, les tropes portugueses i l'estol britànic que operava a les costes mediterrànies, els espanyols venceren a la batalla de Trullars el 22 de setembre de 1793 quan els francesos atacaren les seves posicions, tot i que després va haver de retirar-se a el Voló per manca de prou reforços, havent ocupat el Rosselló entre l'abril i el setembre de 1793. El general Dagobert, que volia capturar Ripoll on hi havia la important fàbrica d’armes, va prendre Camprodon el 4 d’octubre, però davant la manca d’un reforç des de Montlluís, fou forçat a abandonar-la l'endemà.
Ricardos anà a Madrid a demanar més suport a Manuel Godoy per a la campanya, deixant el comandament a Pedro Agustín Girón, Marquès de las Amarillas, però Ricardos acabà morint de pneumònia, mentre el general francès Jacques François Dugommier recapturava el terreny el maig de 1794 després de vèncer l'1 de maig a la batalla del Voló, i ocupant Portvendres, on el general Comte de la Unión disposava de 400 nobles francesos de la Legió Panetier.
El 25 de juliol el general Jacques Léonard Muller dirigí les tropes franceses que entraren al País Basc, i la seva ofensiva va desfer del tot la posició defensiva espanyola darrere del Bidasoa i els francesos ocuparen Pasaia, Hondarribia l'1 d'agost, del port de Pasaia i Irun el 2 d'agost, i Sant Sebastià el 3 d'agost amb 1.700 presoners espanyols i 90 canons, a l'espera de l'ordre d'entrada a Catalunya, sent finalment substituït per Jeannot de Moncey, que va intentar infructuosament prendre Navarra. La ciutat de Tolosa va caure davant de Moncey el 9 d'agost. Les tropes espanyoles es van retirar a Lecumberri. Els francesos van causar danys a l'exèrcit espanyol i van guanyar terreny més a prop de la fortalesa de Pamplona. Encara pitjor per als espanyols va ser la pèrdua de dues foneries d'armes i el magatzem de pals de la marina. El novembre de 1794, els espanyols van patir un desastre a la batalla del Roure a Catalunya però un brot mortal de malaltia va aturar les operacions franceses als Pirineus occidentals durant l'hivern de 1794. El juny de 1795, Moncey va llançar un avanç victoriós cap a l'oest, prenent Vitòria i Bilbao. La pau de Basilea el 22 de juliol de 1795 va posar fi a la guerra. Quan la notícia de la pau va arribar al front a l'agost, l'avanç de Moncey va ser a través de l'Ebre, mentre altres forces es disposaven a investir Pamplona.

## Entrada al Principat
Els francesos entraren finalment a l'Empordà per Sant Llorenç de la Muga, on després de diferents combats, les tropes espanyoles foren vençudes a la batalla del Roure (17 al 20 de novembre de 1794) on moriren els generals Dugommier i el Comte de la Unión; els espanyols es desmoralitzaren i fugiren; el general francès Dominique Catherine de Pérignon va prendre la ciutat de Figueres el 28 de novembre.
L'exèrcit espanyol s'havia esvaït al Principat, i els caps de corregiment de Catalunya van organitzar una mena d'assemblea permanent a Barcelona des del 24 de desembre de 1794 que va actuar, de facto, com un veritable govern autònom. Es creà un cos de voluntaris, els terços de Catalunya, a càrrec de Joan Miquel Vives, així com generar una contribució de defensa per finançar l'esforç bèl·lic. De manera espontània partides de miquelets com les de Pineda, Brichfeus o Senespleda, atacaven els francesos pel seu compte.
Es va organitzar una defensa d'uns 20.000 soldats, miquelets i sometents al càrrec de José de Urrutia que va contenir el front, que es va estabilitzar a l'Empordà mentre continuava la defensa del Setge de Roses fins a la caiguda de la ciutat el 3 de febrer de 1795 i l'evacuació via marítima després d'uns mesos de setge.

## Nova ofensiva espanyola
Les tropes espanyoles a Catalunya van iniciar una nova ofensiva derrotant les tropes de Perignon a la batalla de Pontós l'11 de juny, i del 25 al 27 de juliol les tropes comandades pel general Gregorio Garcia de la Cuesta van atacar la Cerdanya, fent capitular les guarnicions franceses de Puigcerdà i Bellver de Cerdanya. En paral·lel, al front basc els francesos entraren a Bilbao i Vitòria, arribant fins i tot a ocupar Miranda de Ebro, la qual cosa va dur Espanya a capitular i signar la pau de Basilea, que va acabar amb la guerra el 1795 amb la cessió de Santo Domingo.
El 1796 se signà l'aliança de la monarquia espanyola amb la República Francesa contra el Regne Unit, amb la qual cosa, arran de la derrota espanyola a la Guerra Gran, va continuar la supeditació d'Espanya a França iniciada a l'època dels Pactes de Família.